# 垂足曲线

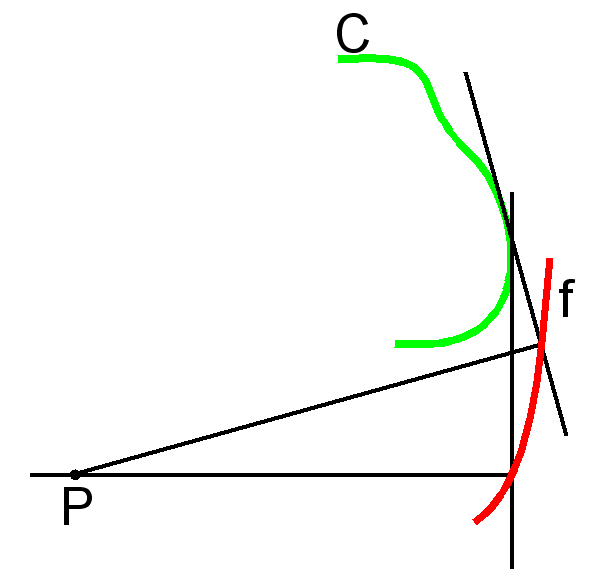
垂足曲线

在曲线微分几何中，踩踏板曲綫是從給定曲綫所創造的曲綫，構造方法像自行車用腳踩踏在原有曲綫上，故稱為踩踏板曲綫，又譯作垂足曲线。给定一个曲线和一个定点P（称为垂足点或踩踏點(Pedal Point)）。在曲线的任何一条切线T上，都存在唯一的一个点X，要么是P本身，要么与P形成的直线与T垂直。垂足曲线是符合这种性质的所有点X所组成的集合。
垂足曲线不一定是连通的，例如对于多边形来说，它仅仅是一些孤立的点。
如果P是垂足点，c是曲线的一个参数方程，则垂足曲线的参数方程为：
{\displaystyle t\mapsto c(t)+{\langle c'(t),P-c(t)\rangle  \over |c'(t)|^{2}}c'(t)}
如果垂足点是原点，则垂足曲线为：
{\displaystyle X[x,y]={\frac {(xy'-yx')y'}{x'^{2}+y'^{2}}}}

{\displaystyle Y[x,y]={\frac {(yx'-xy')x'}{x'^{2}+y'^{2}}}}

## 一些例子

椭圆的垂足曲线

| 给定的曲线     | 垂足点 | 垂足曲线       |
| -------------- | ------ | -------------- |
| 直线           | 任意   | 点             |
| 圆             | 圆周上 | 心脏线         |
| 抛物线         | 焦点   | 直线           |
| 其它圆锥曲线   | 焦点   | 圆             |
| 对数螺线       | 极点   | 相等的对数螺线 |
| 外摆线或内摆线 | 中心   | 玫瑰线         |
| 圆的渐伸线     | 圆心   | 阿基米德螺线   |